# Mel - Una tartaruga per amico
Mel - Una tartaruga per amico (Mel) è un film statunitense del 1998 diretto da Joey Travolta.
È un film fantastico per ragazzi con Ernest Borgnine, nel ruolo di un nonno che invita i due nipoti nel suo ranch e fa fare loro amicizia con la sua tartaruga gigante, Mel.
Il cast vede inoltre la partecipazione di Julie Hagerty, Greg Evigan, Jack Scalia e Bug Hall.

## Produzione
Il film, diretto da Joey Travolta su una sceneggiatura di Richard Cohen e Daniel Sarokin, fu prodotto da David E. Ornston, Greg Rathvon, Richard Salvatore, Joey Travolta e George Yager per la North By Northwest Entertainment e la Two Sticks Productions. Fu girato a Sandpoint nell'Idaho e a Spokane, Washington, dal 12 agosto 1998.

## Distribuzione
Il film fu distribuito negli Stati Uniti dal 10 ottobre 1998.
Alcune delle distribuzioni internazionali sono avvenute per lo più in televisione:
- in Francia (Mel)
- in Brasile (Mel - O Monstro do Lago)
- in Grecia (Mia apithani helona)
- in Finlandia (swanson-järven hirviö)
- in Italia (Mel - Una tartaruga per amico)